# Temple Newsam

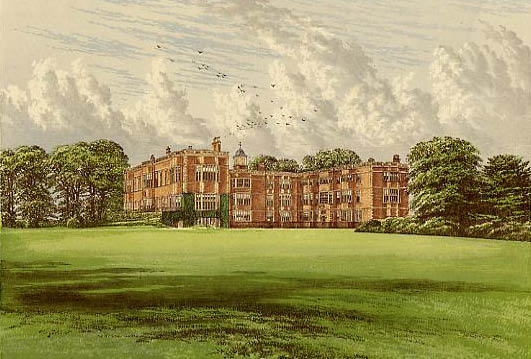
Temple Newsam House, no Country Seats (1880) de Morris.

Temple Newsam é um palácio inglês em Estilo Tudor/Jacobeano com grandes espaços ajardinados por Capability Brown. Fica situado próximo de Leeds, West Yorkshire. Fica ligado à zona Leste da cidade, mesmo a Sul de Halton Moor, Halton, Leeds, Whitkirk e Colton.
Temple Newsam também é o nome de um departamento eleitoral para o Conselho Municipal de Leeds, que inclui as áreas de Halton Moor, Halton, Whitkirk, Colton e Austhorpe.

## História
No século XVI, existia no local uma mansão Jacobeana, Temple Newsam House, a qual era descrita por alguns como "a Hampton Court do Norte". O seu nome completo vem, em parte, desde o século XII,  quando os Templários ficaram com a concessão da mansão de Newsam porby Henry DeLacy.
O palácio foi o local de nascimento, em 1545, de Henrique Stuart, Lorde Darnley, marido de Maria I da Escócia. Esteve na posse da família Ingram até ser comprado, em 1922, pelo Conselho Municipal de Leeds.

## O palácio e a propriedade, hoje
O palácio e a propriedade foram comprados pelo Conselho Municipal de Leeds e abertos ao público. A propriedade é constituída por várias florestas, muitas das quais se juntam às propriedades circundantes de Leeds. Existem condições para a prática de desportos, como o futebol, golf, corrida, ciclismo, hipismo e orientação.
O palácio sofreu recentemente obras de restauro substanciais e alberga, agora, importantes colecções de belas artes e obras decorativas, especialmente mobiliário de Thomas Chippendale. Tem a reputação de ser a casa mais assombrada do Yorkshire.
A casa da quinta, aberta ao público, tem um celeiro de 1694.
Existem extensos jardins, com algumas colecções de plantas nacionais e  um celebrado passeio com rododentros.
O palácio é um listed building classificado com o Grau I, definido como um "edifício notório ou com interesse arquitectónico nacional ou histórico". Os estábulos estão classificados com o Grau II* ("edifícios com significado particular de interesse mais que local"). Outras características da propriedade estão igualmente listadas com o Grau II, incluindo a Sphinx Gates e o celeiro.
Vários eventos são promovidos nos terrenos, incluindo os anuais Opera in the Park e Party in the Park, eventos de entrada livre organizados pelo Conselho Municipal de Leeds, os quais atraem largas audiências.

## Festival
A propriedade foi local do Festival de Leeds, desde a sua fundação, em 1999, até 2002, quando este foi mudado devido a tumultos e violência nos terrenos do festival e confusões nas propriedades de Leeds Este.